# Florence Griswold Museum
Le Florence Griswold Museum est un musée d'art américain situé dans la ville d'Old Lyme dans l'état du Connecticut aux États-Unis. Le musée est constitué de plusieurs bâtiments, dont l'ancienne maison de pension de miss Florence Griswold (en), à l'origine de la naissance avec le peintre Henry Ward Ranger de la colonie artistique d'Old Lyme au début des années 1900, l'une des plus importantes colonies de peintre impressionnistes de l'époque. Le musée comprend plusieurs bâtiments, dont la galerie Robert et Nancy Krieble et le studio du peintre William Chadwick.

## Histoire
En 1817, l'architecte Samuel Belcher, auteur notamment de l'église congrégationaliste d’Old Lyme, construit une maison de style géorgien pour William Noyes dans la ville d'Old Lyme. Ce dernier vend la maison et le domaine paysager au capitaine de navire Robert Harper Griswold et à sa femme Helen Powers en 1841. Après des difficultés financières aggravées par la guerre de Sécession et par le décès du père, la famille transforme le lieu en école pour jeunes filles, puis, au début des années 1890, Florence Griswold (en), dernière héritière de la maison, décide de transformer la grande demeure familiale en pension.

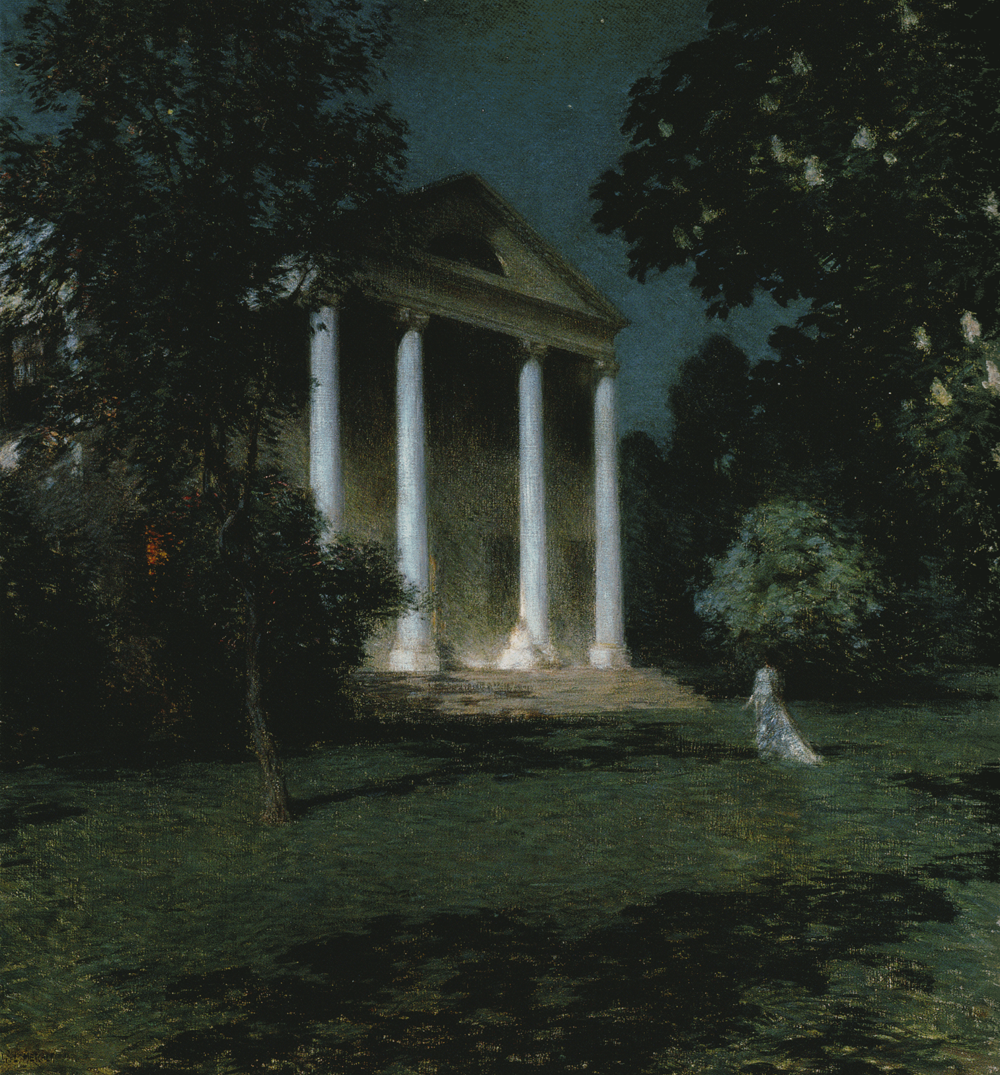
Willard Metcalf, May Night, 1906, National Gallery of Art

En 1899, le peintre américain Henry Ward Ranger, inspiré par l'école de Barbizon, est à la recherche d'un endroit où il pourrait établir une retraite saisonnière à proximité de la ville de New York. Durant l'été, il découvre la petite ville d'Old Lyme où il loue une chambre dans la pension de miss Florence Griswold. Séduit par la beauté de la campagne du comté de New London et par sa proximité avec le Long Island Sound, il décide, en accord avec la propriétaire des lieux, d'inviter l'été suivant plusieurs de ses collègues et amis peintres à le rejoindre. Lewis Cohen, Henry Rankin Poore, Louis Paul Dessar et William Henry Howe séjournent alors dans ce qui devient la colonie artistique d'Old Lyme.
Durant les années 1900, 1910 et 1920, la colonie devient le repaire des peintres impressionnistes américains. De nombreux artistes, comme Childe Hassam, Willard Metcalf, Allen Butler Talcott, Clark Voorhees, Frank DuMond, Bruce Crane, Bessie et Robert Vonnoh, Matilda Browne, George Henry Bogert, Wilson Irvine, Edward Charles Volkert, Carleton Wiggins et son fils Guy, Harry Hoffman ou les sœurs Breta et Lydia Longacre séjournent alors au sein de la colonie et de la maison de Florence Griswold.
En 1914, la Lyme Art Association (en) voit le jour afin de financer la construction d'une galerie d'art sur le terrain de la maison de pension. La galerie sort de terre en 1921 et est dirigée par Florence Griswold. En 1936, des artistes, des amis et des proches, sur une initiative du peintre Harry Hoffman, forment la Florence Griswold Association afin d'organiser une collecte de fonds dans le but de préserver la maison et de la transformer en musée d'art. Après le décès de Florence Griswold en 1937, Robert McCurdy Marsh, un juge de la Cour suprême de l'État de New York, achète une grande partie des terrains de la propriété et y fait construire sa maison, la Marshfield House, laissant la maison de pension à l'association. Après une période de transformation et de travaux, le musée ouvre officiellement au public en 1947. Depuis les années 1970, le musée mène un politique de rachat des anciennes terres vendues au cours des années passées afin de retrouver la taille de la propriété originelle, ce qui arrive en 2016, permettant l'aménagement d'un parcours paysager autour du musée . En 1993, la maison devenue musée est inscrite au National Historic Landmark.
En 2002, à l'occasion du don de l'importante collection d'art de la société Hartford Steam Boiler Inspection and Insurance Company (en), une société d'assurance spécialisée dans le domaine industriel et fondée en 1886 dans la ville voisine d'Hartford, le musée inaugure la nouvelle galerie Robert et Nancy Krieble. Conçu par le cabinet d'architecte Centerbrook Architects (en), elle accueille des espaces d'exposition et des collections permanentes et éphémères.

## Bâtiments
En périphérie de l'ancienne maison de pension de Florence Griswold, le musée inclut plusieurs bâtiments, dont la galerie Robert and Nancy Krieble, la Marshfield House (une maison d'architecture néocoloniale (en)), le studio du peintre William Chadwick, le Hartman Education Center, l'Historic Barn, un café et le grand jardin de la propriété qui donne sur la Lieutenant River (en) . La maison est inscrite depuis 1993 au National Historic Landmark.

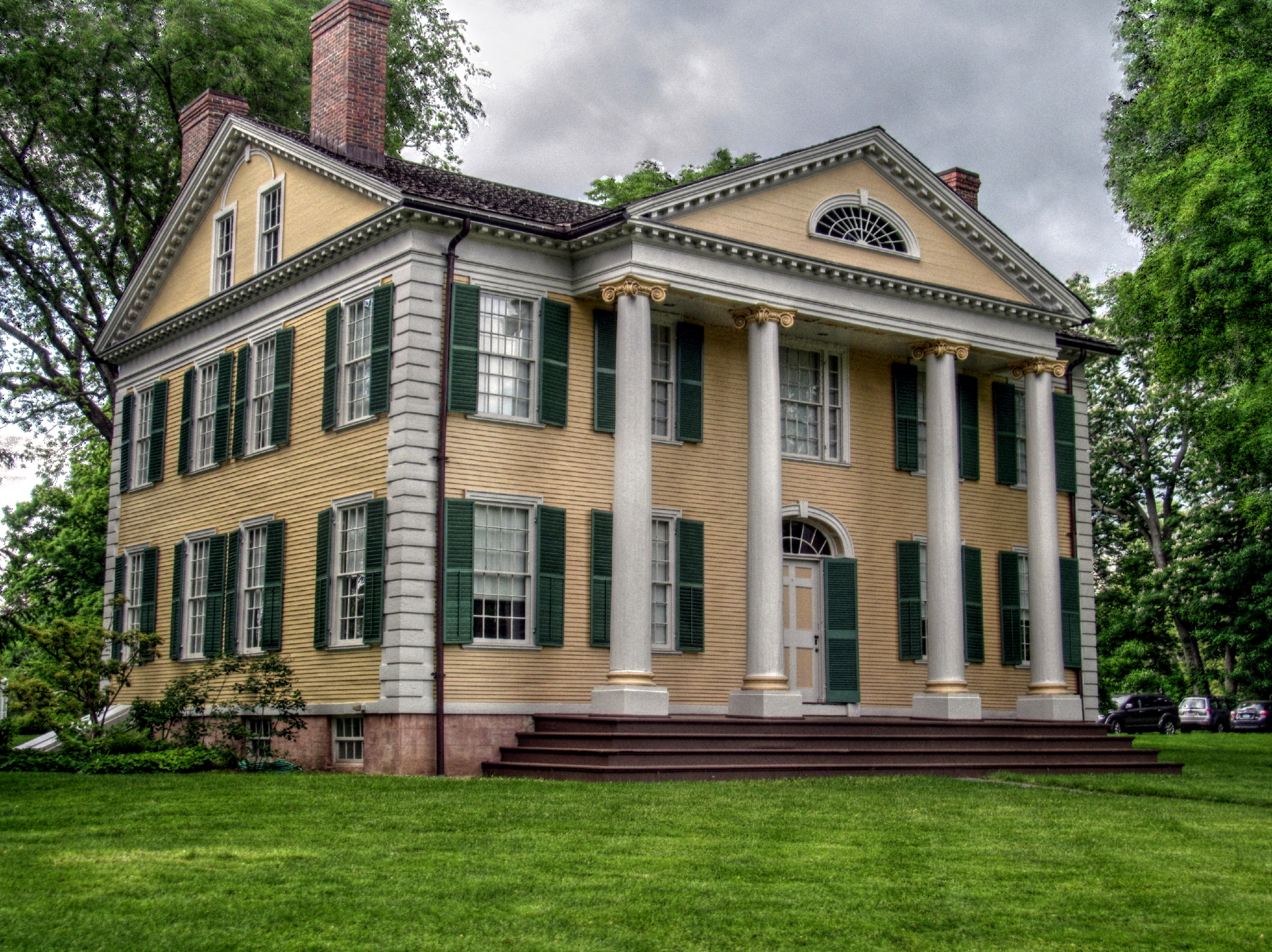
Florence Griswold House
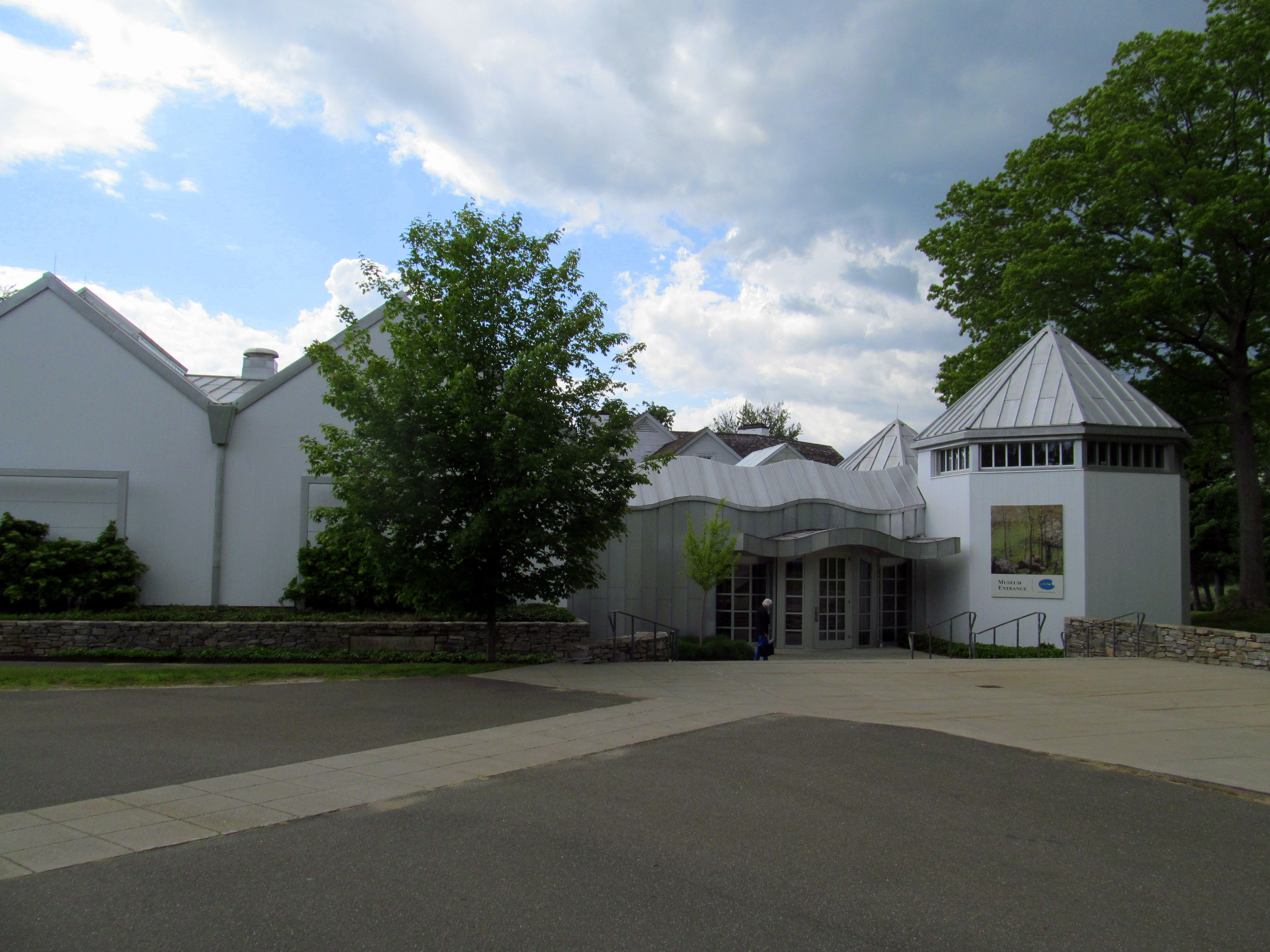
Galerie Nancy et Robert Krieble
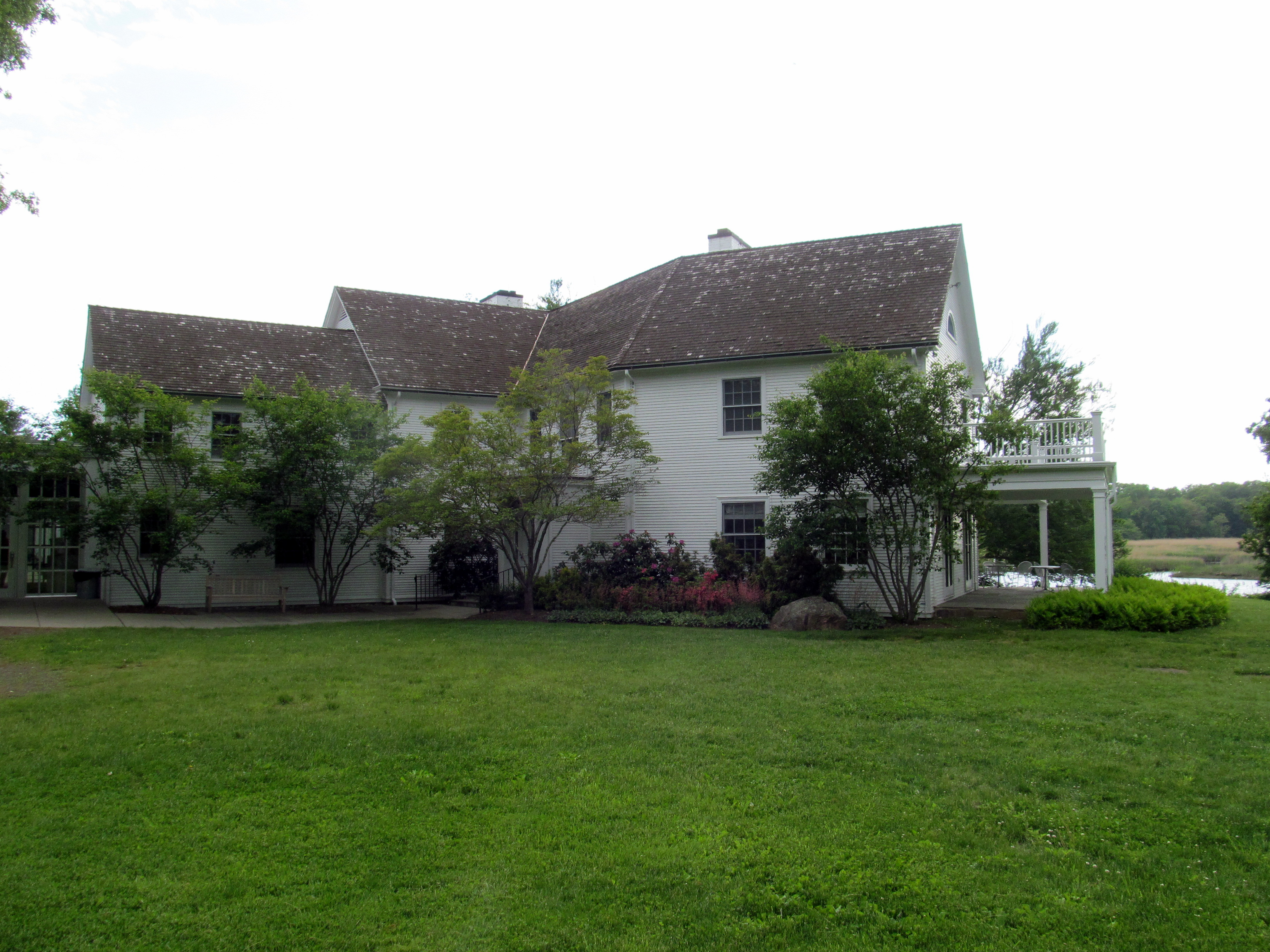
Marshfield House
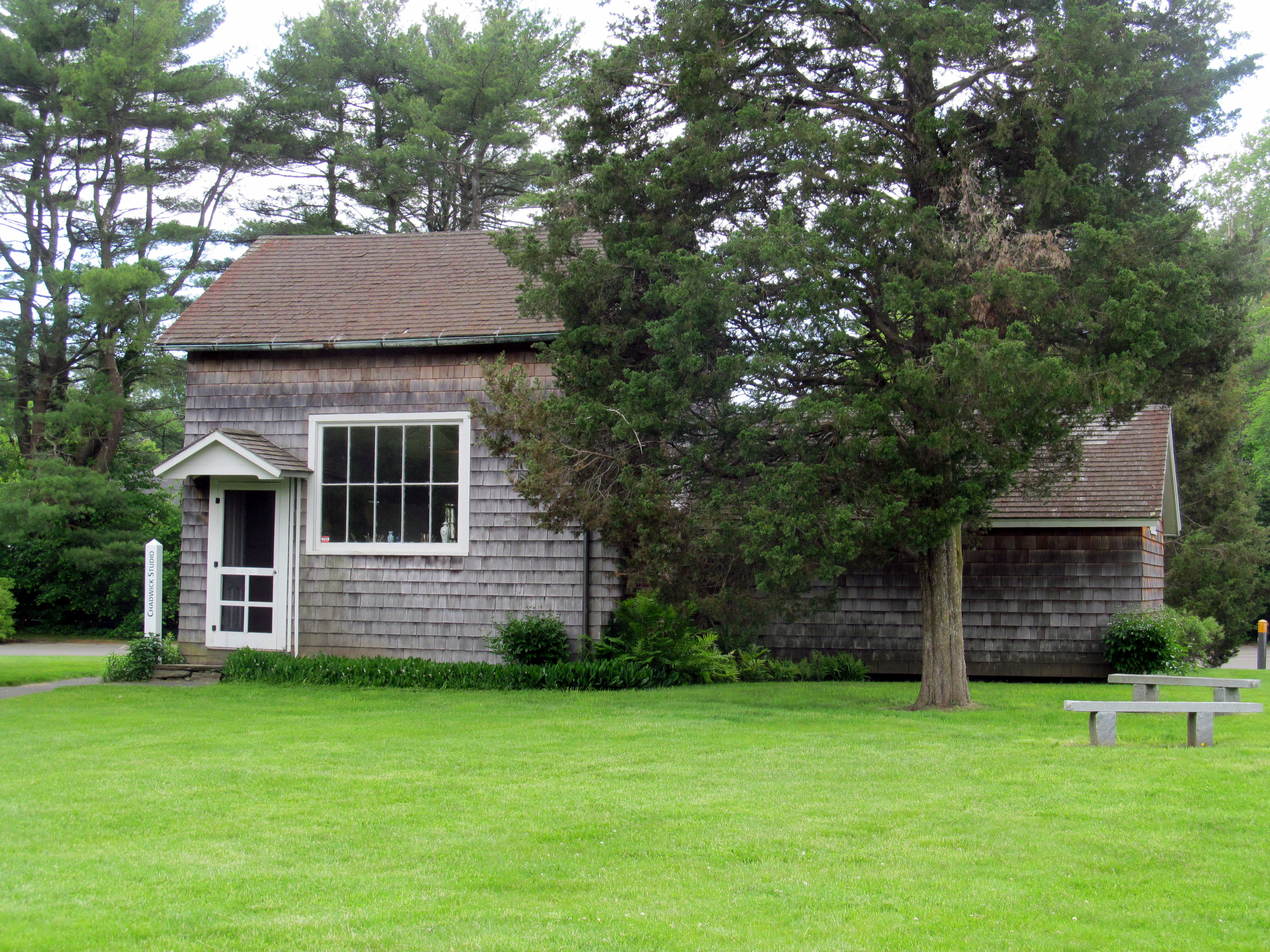
Studio Chadwick
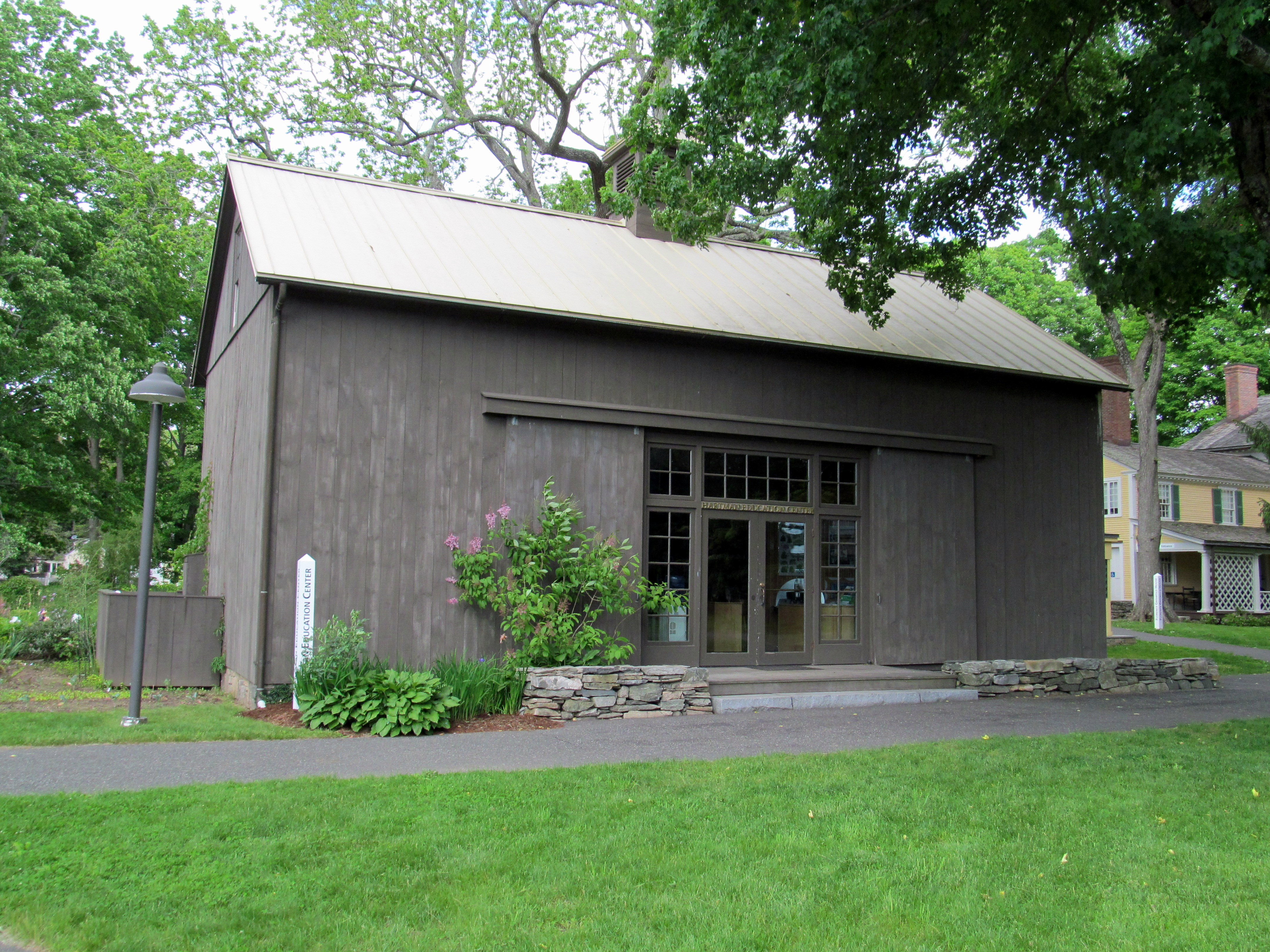
Hartman Education Center
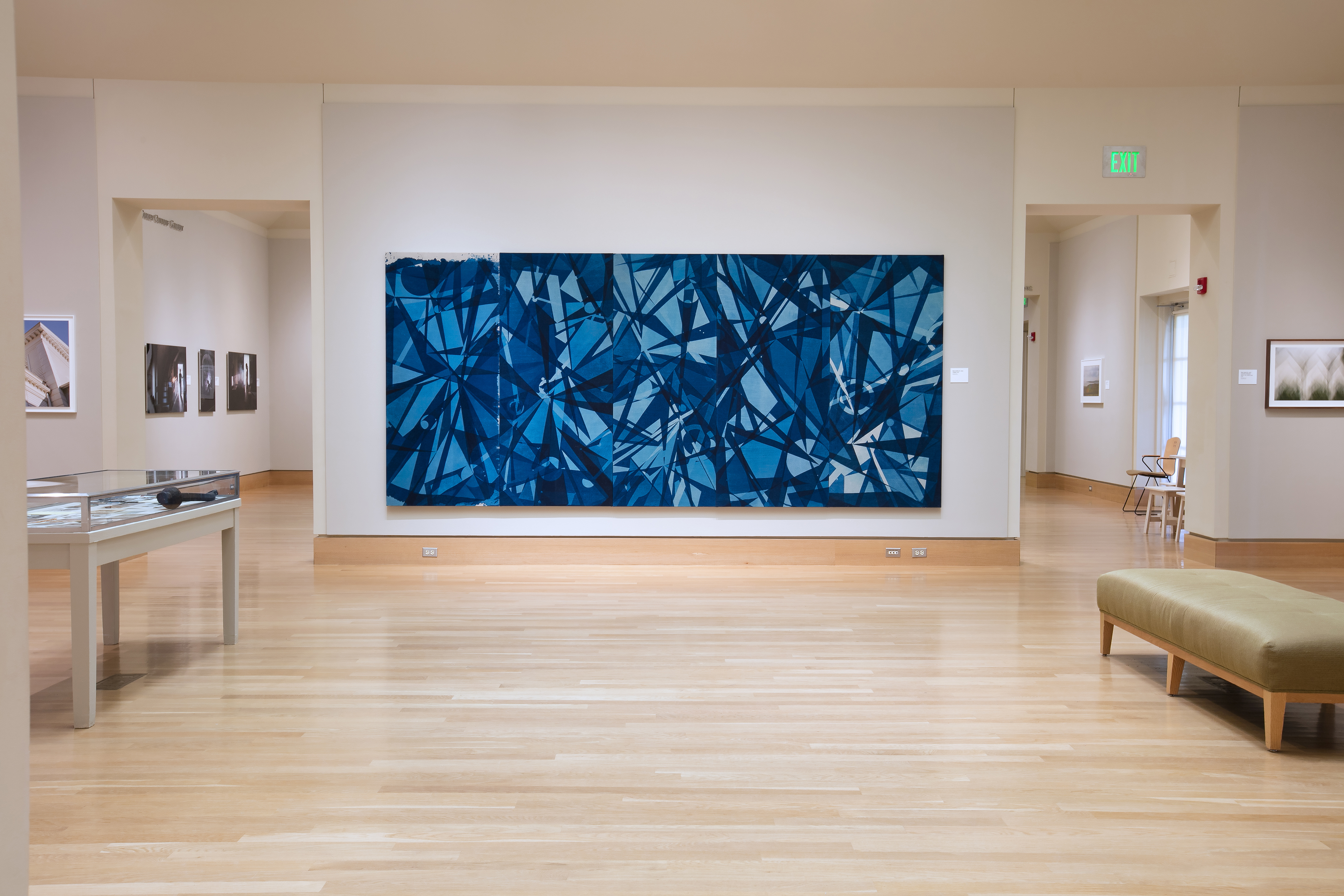
Cyanotype de l'artiste Kate Cordsen (en) exposé au sein de la galerie Nancy et Robert Krieble en 2016.

## Collections
Le musée conserve et expose à la fois de l'art américain et du matériel historique. Sa collection permanente comprend de nombreux tableaux, des objets d'art, des sculptures, des œuvres sur papier, du matériel d'atelier, des jouets et des poupées, des céramiques, des meubles, des textiles, des arts décoratifs et des objets historiques, ainsi que les archives de la Old Lyme Historical Society.
Au cours du premier été passé au sein de la colonie, Henry Ward Ranger peint une image d'un clair de lune éclairant le pont Bow qui enjambe la rivière Lieutenant (en) à proximité de la pension sur le panneau de la porte de sa chambre. Il demande ensuite à Henry Rankin Poore de compléter la scène. D'autres peintres se prêtent au jeu et décorent leurs chambres, puis la salle à manger. Le musée compte désormais trente-huit panneaux simples et huit panneaux doubles, témoignage des premiers artistes à avoir séjourné dans la pension.
L'une des œuvres les plus célèbres du musée est la peinture murale en forme de frise intitulée The Fox Chase, créée par Henry Rankin Poore en 1905. Située dans la salle à manger de la pension, le panneau de près de trois mètres de long représente les membres de la colonie artistique d'Old Lyme participant à une fausse chasse au renard dans la ville d'Old Lyme. Il s'agit d'une caricature des membres de la colonie, Poore les représentant de manière humoristique à travers leurs petites manies et leurs idiosyncrasies.
En 2002, la société The Hartford Steam Boiler Inspection & Insurance Company fait don de sa collection d’œuvres d'art, qui comprend notamment plus de cent cinquante peintures à l'huile, dont des paysages de Childe Hassam, Willard Metcalf, John Henry Twachtman, John Frederick Kensett ou David Johnson, des portraits de John Brewster Jr. (en), Samuel Morse, Ralph Earl ou Mary Way, des natures mortes de Charles Ethan Porter ou Carl Schmitt (en) et un buste d'Edward Sheffield Bartholomew (en), au musée,
En 2009, le collectionneur et administrateur du musée Clement C. Moore organise au sein du musée une grande exposition de sa collection de toiles de peintres impressionnistes, dont il a prévu de faire don par la suite au musée. Cette importante collection comprend notamment des toiles de Childe Hassam, Willard Metcalf, William Chadwick, Edmund Greacen, Gifford Beal, Henry Ward Ranger, Harry Hoffman, Frank DuMond ou Edward Francis Rook.
La collection permanente du musée comprend ainsi plusieurs œuvres de peintres, illustrateurs et sculpteurs américains des XVIIIe siècle, XIXe siècle et XXe siècle, comme Katherine Langhorne Adams (en), Milton Clark Avery, Lucius Barnes (en), Edward Sheffield Bartholomew (en), Gifford Beal, Reynolds Beal, Cecilia Beaux, James Renwick Brevoort, John Brewster Jr. (en), Fidelia Bridges (en), George Loring Brown, Matilda Browne, Emil Carlsen, William Chadwick, Frederick Stuart Church, Thomas Cole, Bruce Crane, Charles Harold Davis, Leon Dabo, Louis Paul Dessar, Frank DuMond, George Henry Durrie, Ralph Earl, Harriet Whitney Frishmuth (en), Clifford Prevost Grayson, Edmund Greacen, John Haberle (en), Childe Hassam, Harry Hoffman, William Henry Howe, Wilson Irvine, David Johnson, William Sergeant Kendall (en), John Frederick Kensett, Ernest Lawson, Breta Longacre, Lydia Longacre, Harold Van Buren Magonigle (en), Willard Metcalf, Burr Churchill Miller (en), Robert Crannell Minor, Samuel Morse, Gertrude Nason (en), Dorothy Ochtman (en), Leonard Ochtman, Ammi Phillips, Henry Rankin Poore, Charles Ethan Porter, Louis Prang, Frederick Winthrop Ramsdell, Henry Ward Ranger, William Trost Richards, Theodore Robinson, Edward Francis Rook, Chauncey Foster Ryder (en), Carl Schmitt (en), Aaron Draper Shattuck, Henry Pember Smith, Allen Butler Talcott, Gurdon Trumbull, John Henry Twachtman, Edward Charles Volkert, Bessie Potter Vonnoh, Robert Vonnoh, Clark Voorhees, John Ferguson Weir (en), Lilian Westcott Hale (en), Everett Warner, Edwin White (en) ou Worthington Whittredge.
Elle comprend également quelques œuvres de peintres européens, en rapport avec la région de la Nouvelle-Angleterre, dont un portrait d'Evelyn Sloane Griswold par le peintre français Carolus-Duran ou des marines du peintre britannique Samuel Walters (en).

## Œuvres

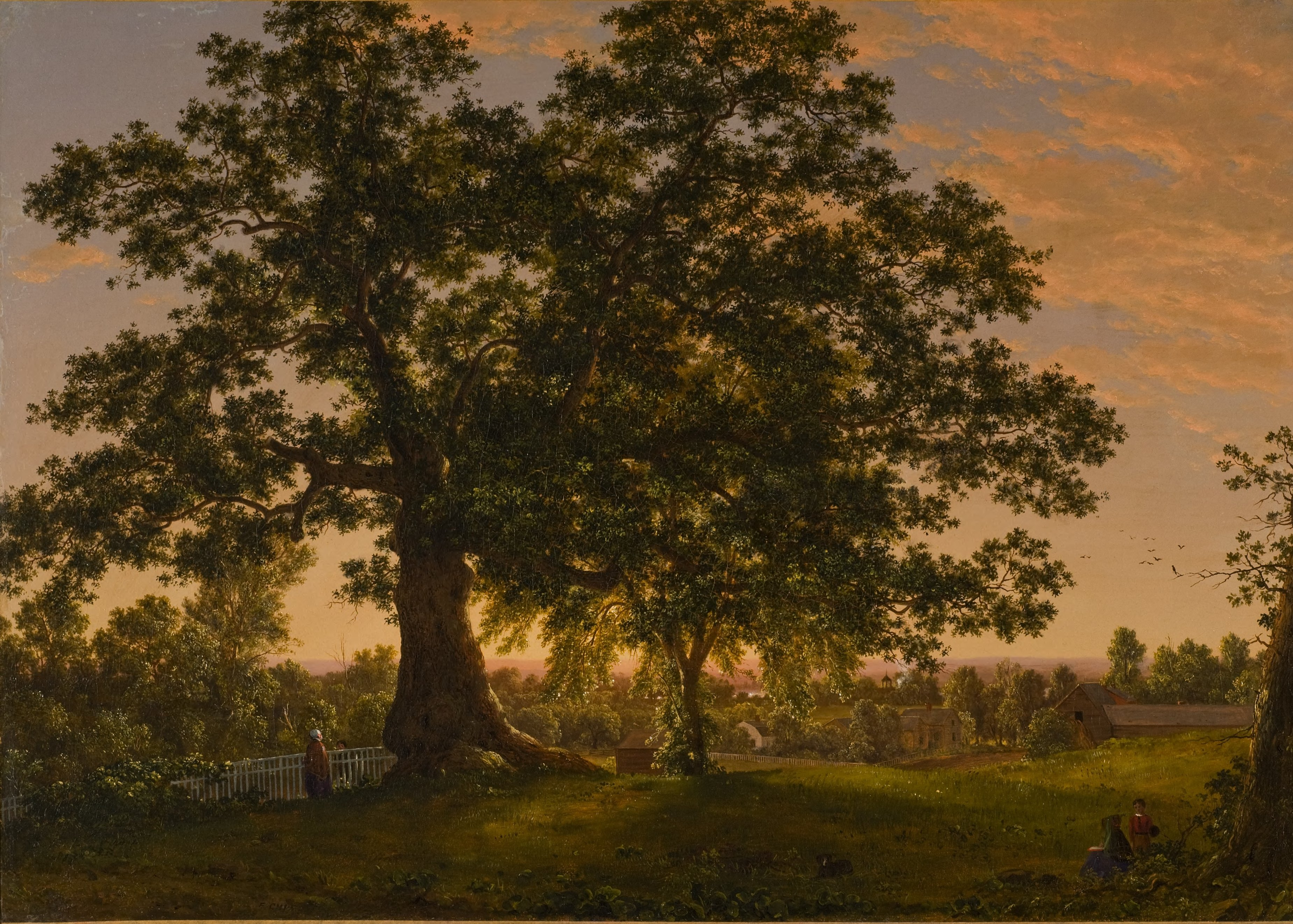
Frederic Edwin Church, Charter Oak, vers 1846
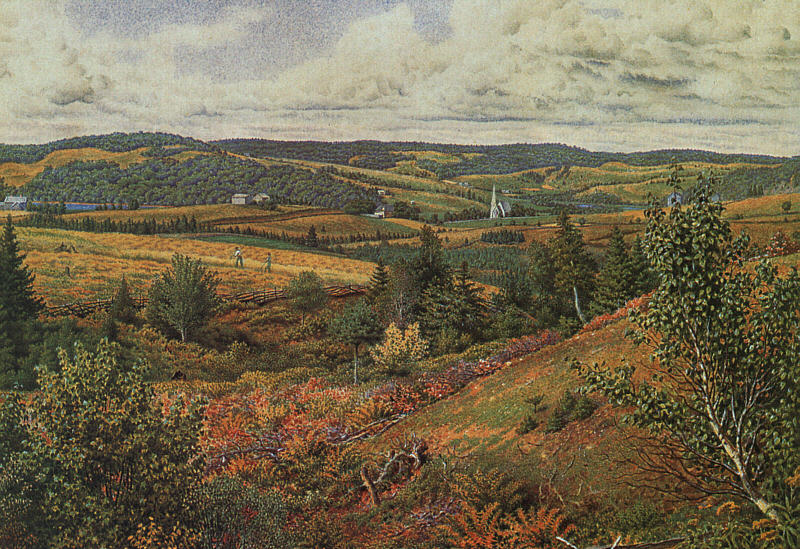
William Trost Richards, Long Pond, Foot of Red Hill, 1874
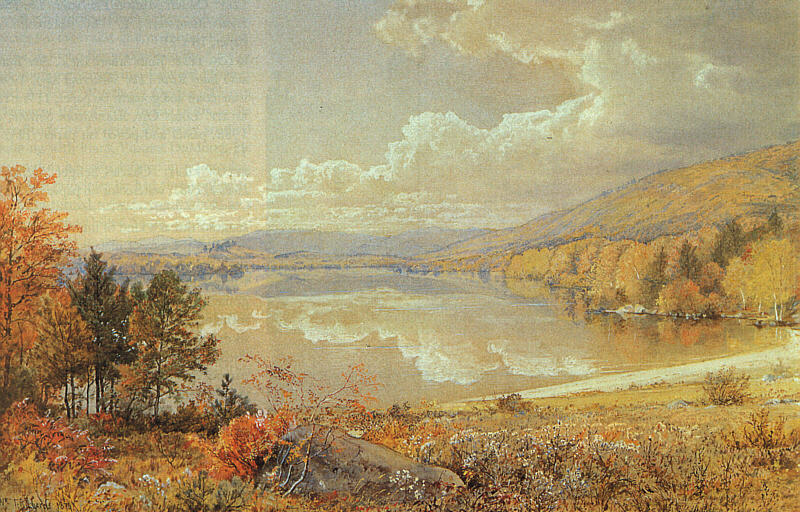
William Trost Richards, Truth to Nature, vers 1850
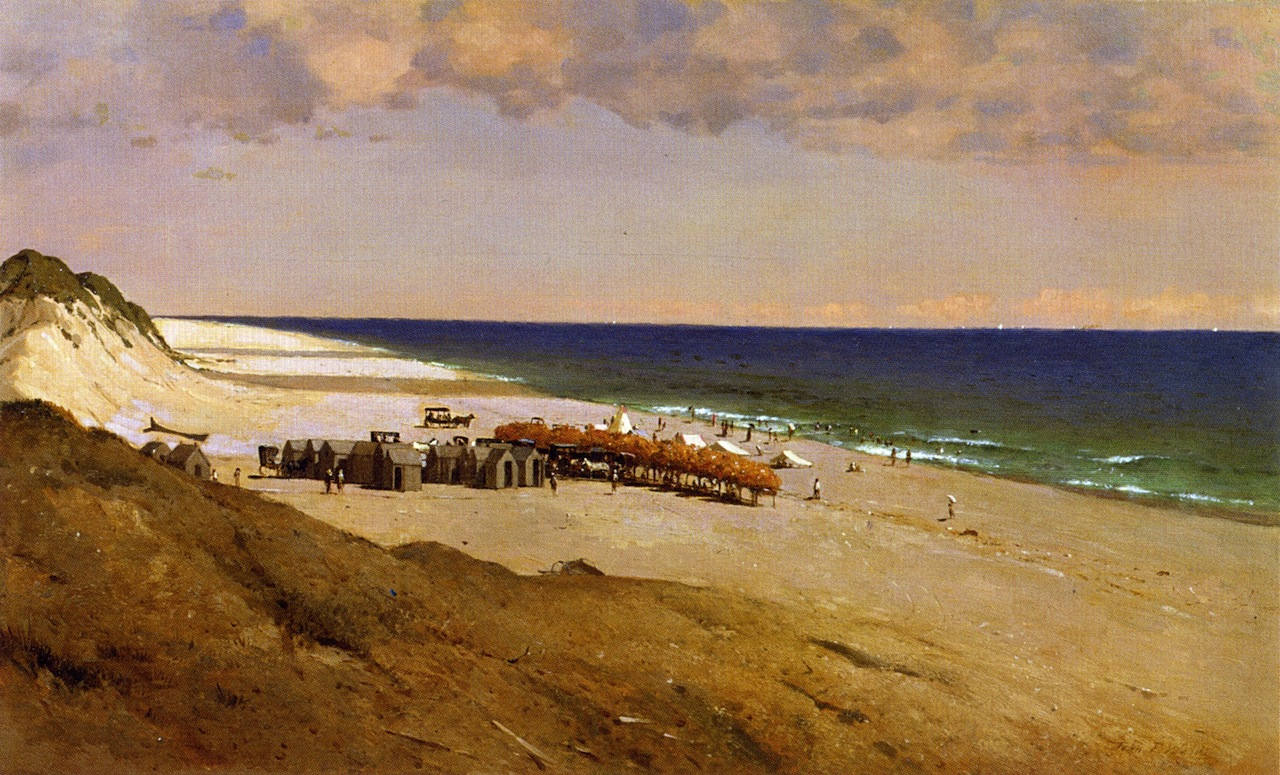
John Ferguson Weir (en), Beach at Easthampton, vers 1875
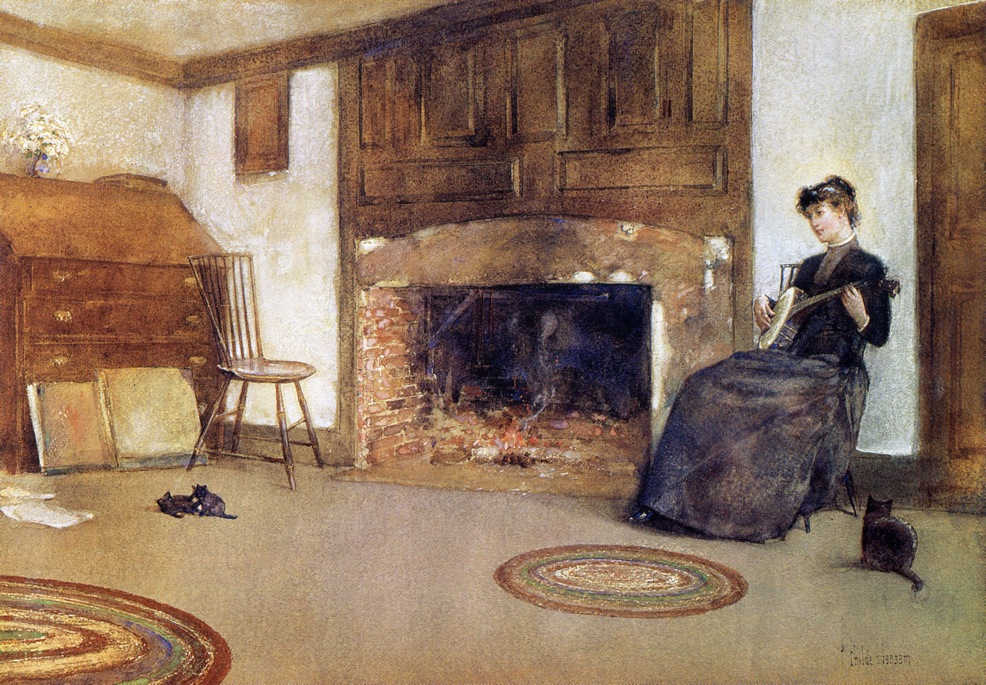
Childe Hassam, A Familier Tune, vers 1880
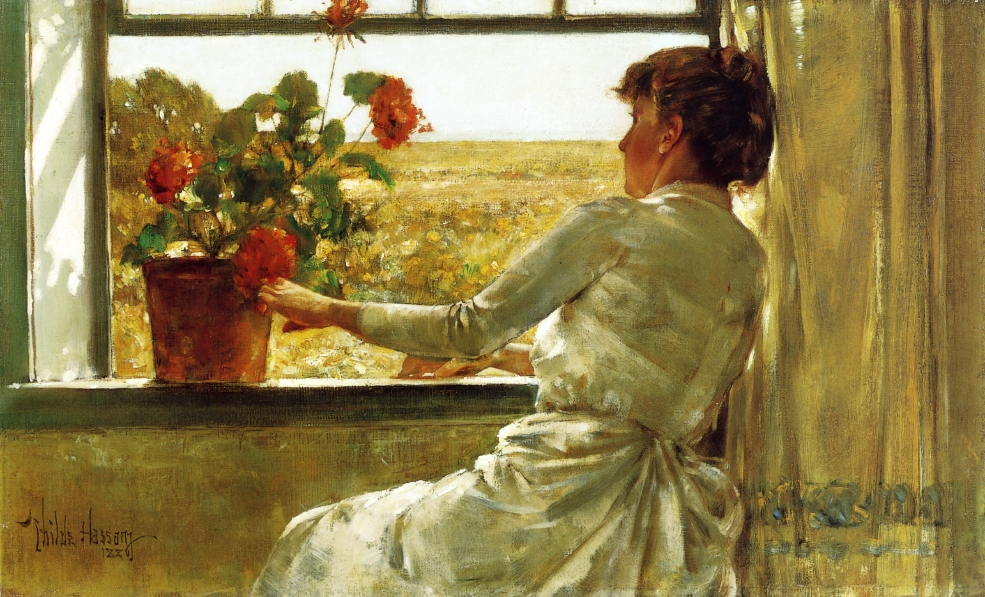
Childe Hassam, Summer Evening, 1886
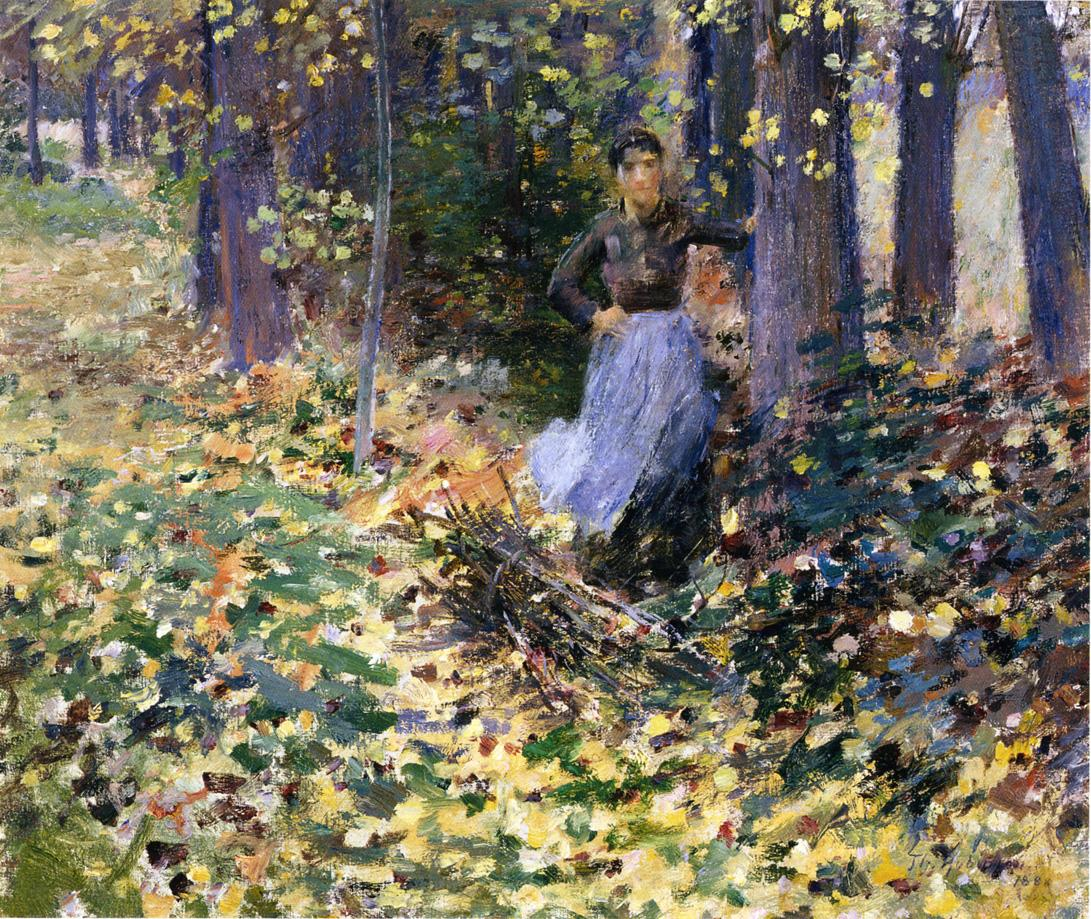
Theodore Robinson, Autumn Sunlight, 1888
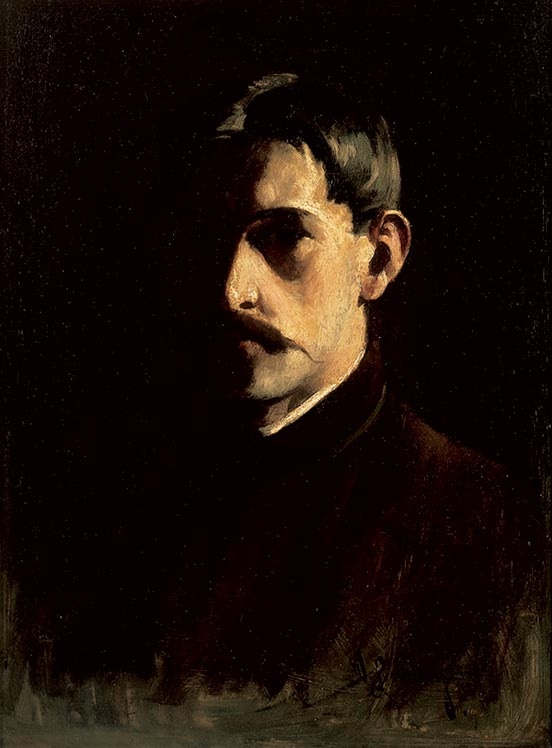
Willard Metcalf, Selfportrait, vers 1890
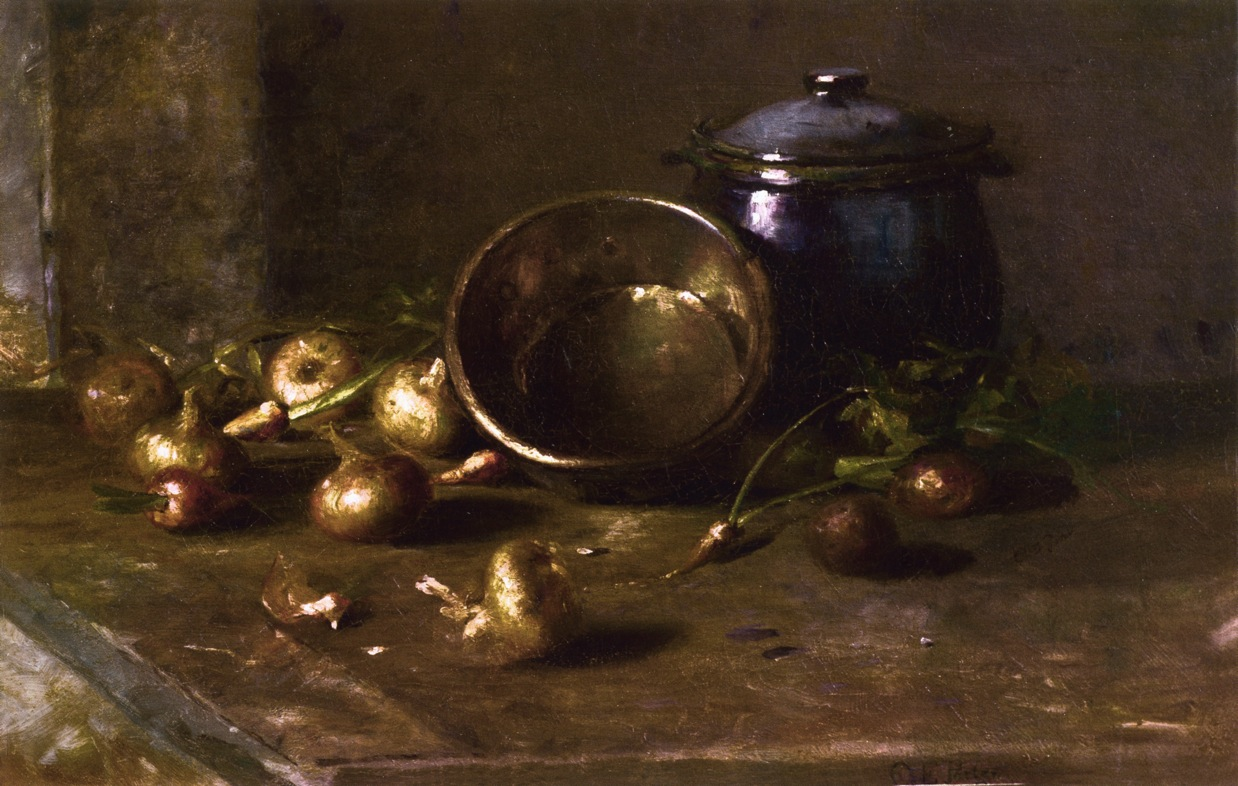
Charles Ethan Porter, Crock, Kettle and Onions, vers 1890
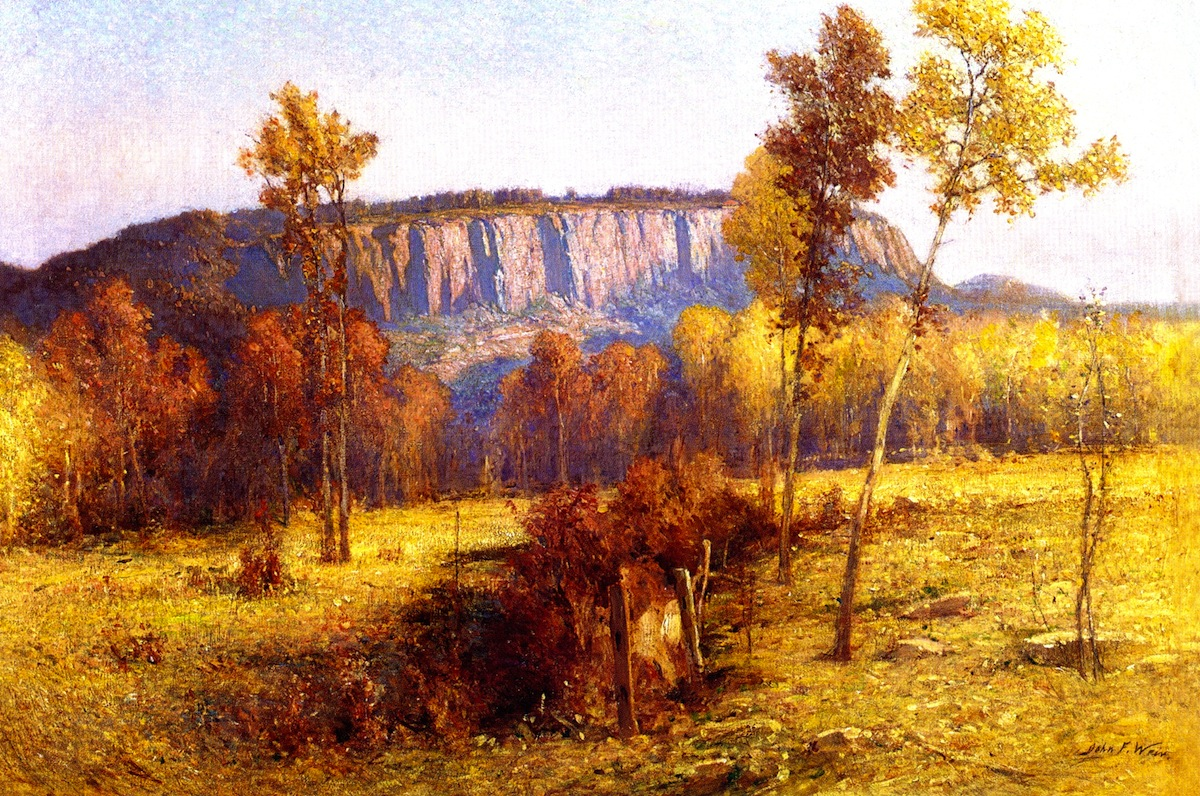
John Ferguson Weir (en), East Rock, New Haven, vers 1901
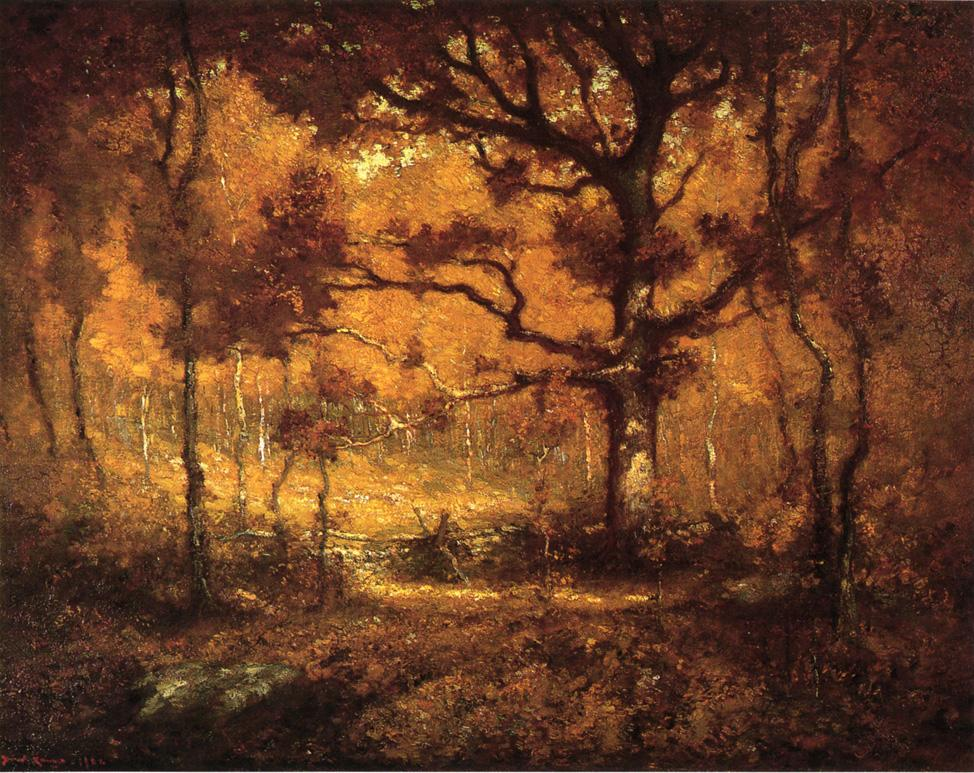
Henry Ward Ranger, Autumn Woodlands, 1902
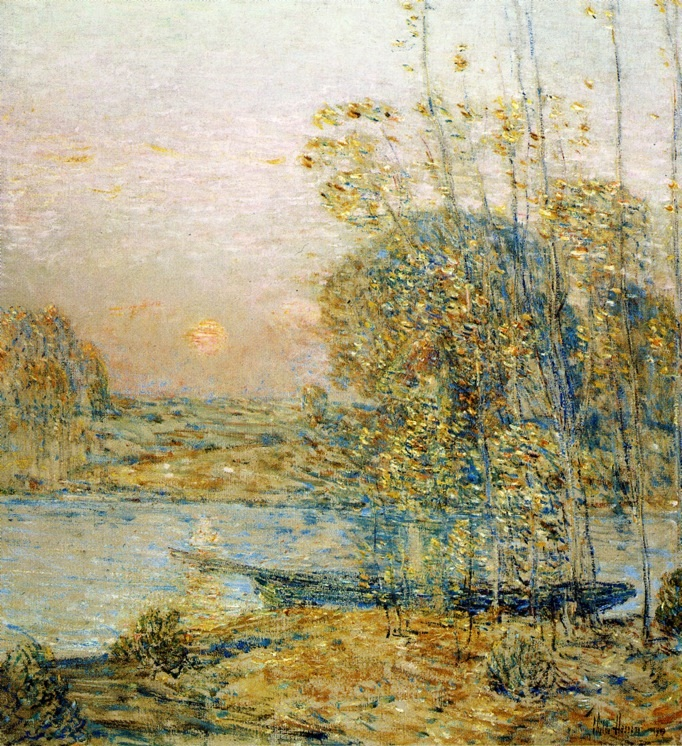
Childe Hassam, Late Afertenoon, 1903
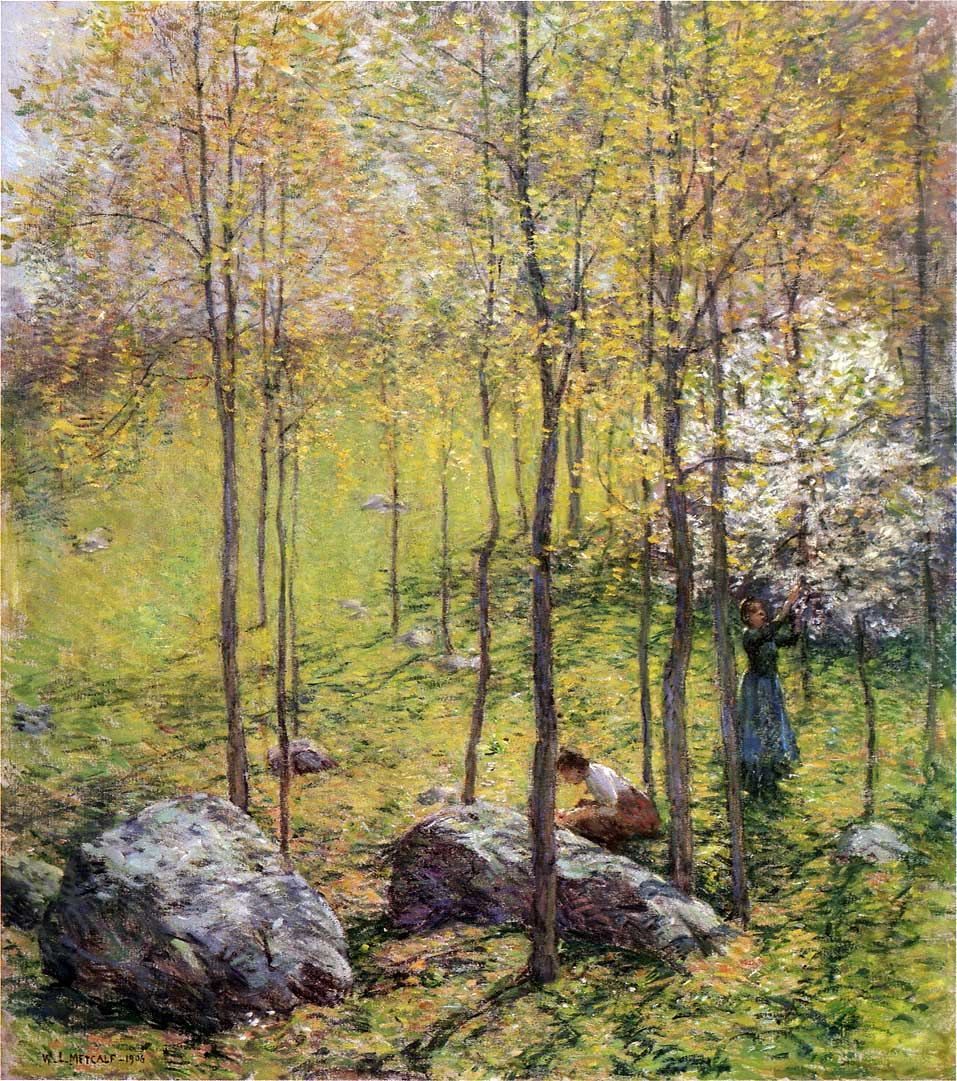
Willard Metcalf, Dogwood Blossoms, 1906
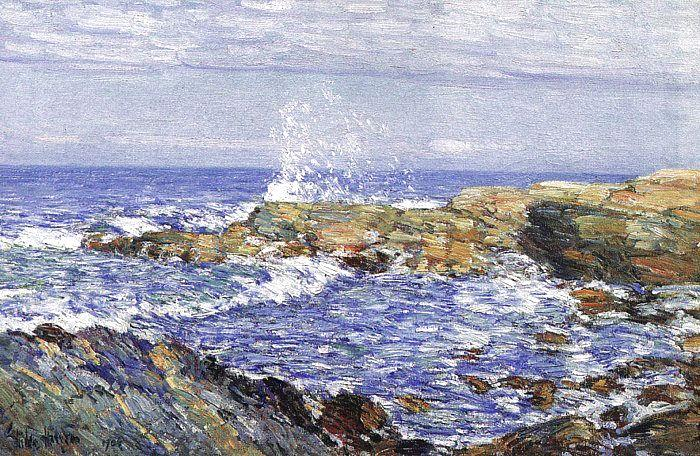
Childe Hassam, Isle of Shoals, 1906
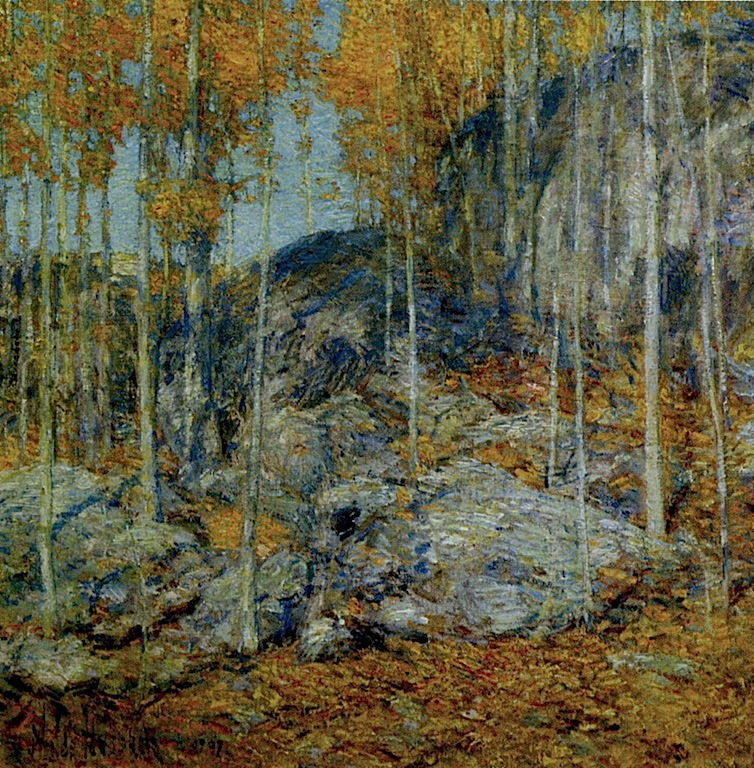
Childe Hassam, The Ledges, October in Old Lyme, 1907
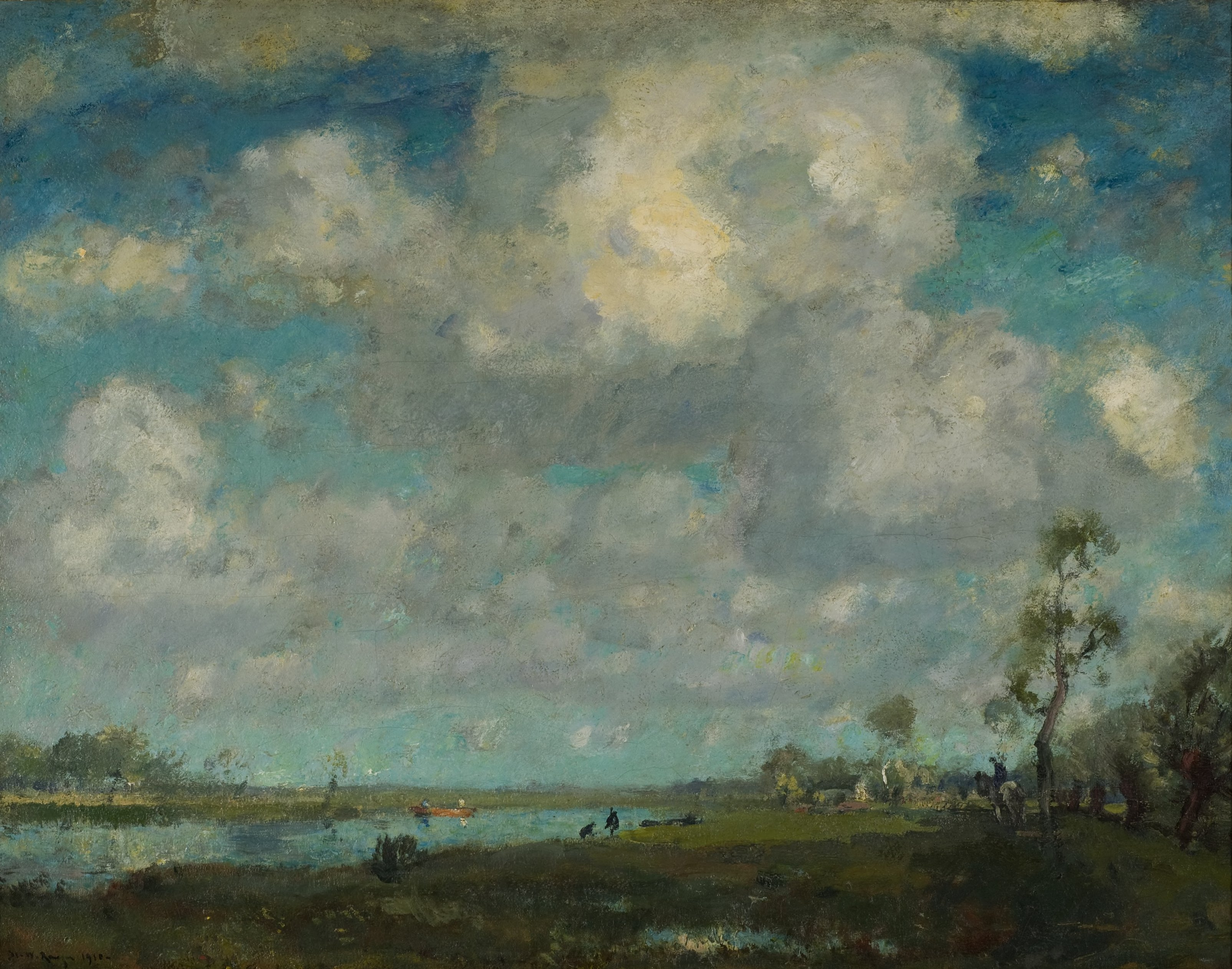
Henry Ward Ranger, Groton Long Point, 1910
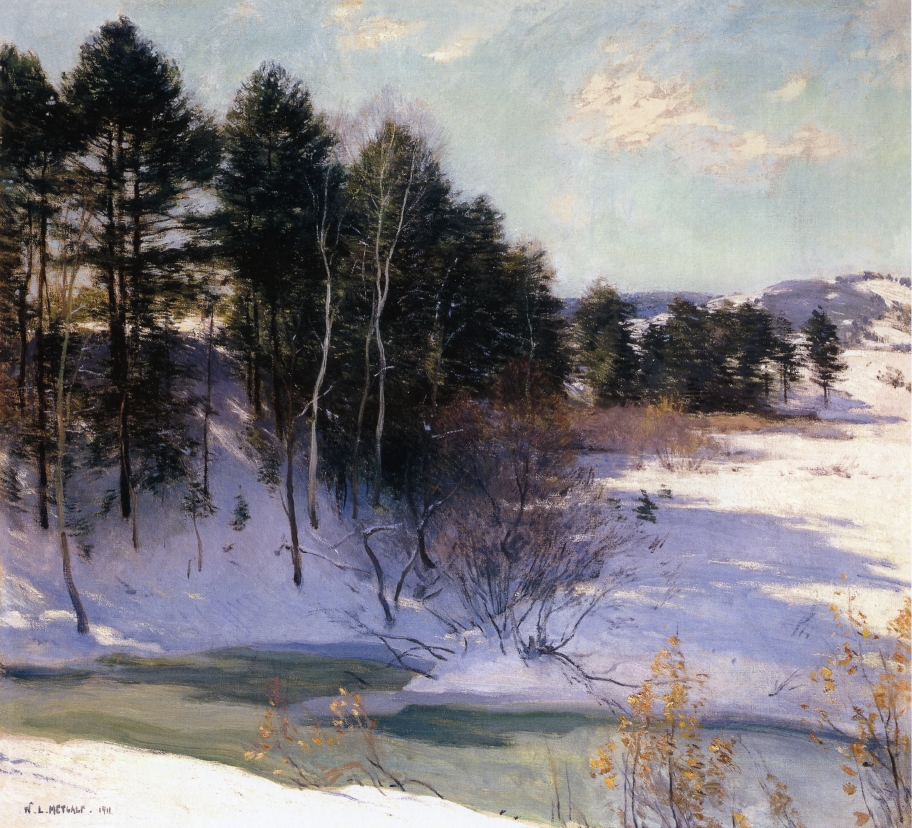
Willard Metcalf, Thawing Brook, 1911
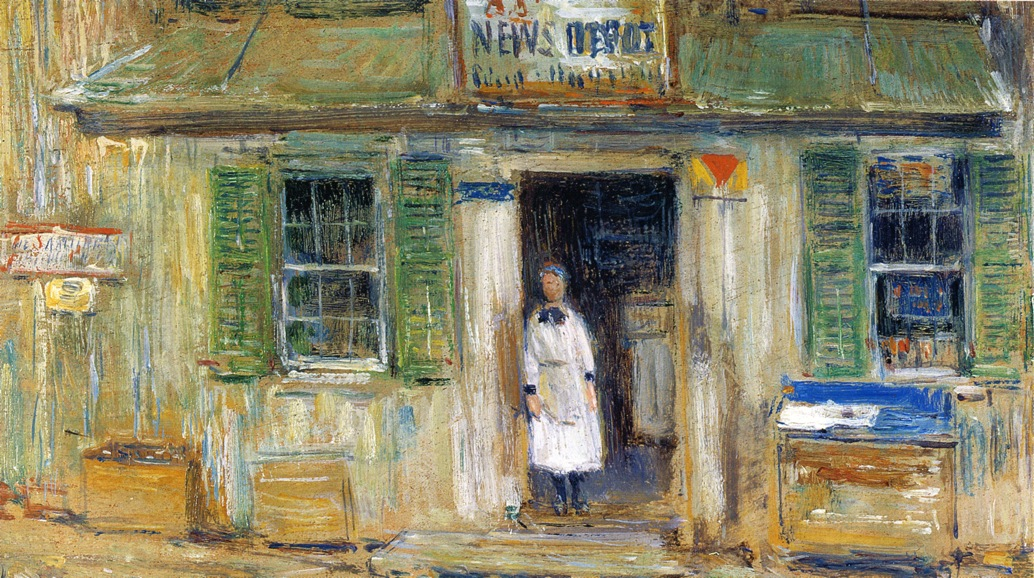
Childe Hassam, News Depot, Cos Cob, 1912
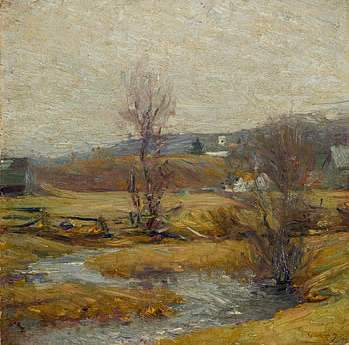
Robert Vonnoh, Pleasant Valley, Lyme, sans date